# 四諦

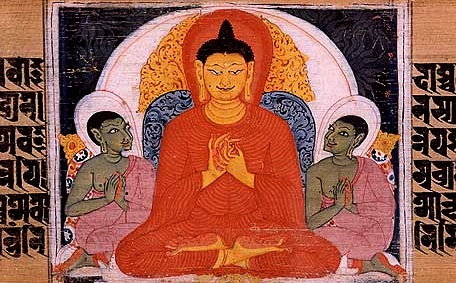
四諦を説く釈迦（サンスクリット写本）

四諦（したい、梵: catur-ārya-satya, チャトゥル・アーリヤ・サティヤ）または四聖諦（ししょうたい、巴: cattāri ariya-saccāni, チャッターリ・アリヤ・サッチャーニ、4つの・聖なる・真理（諦））とは、仏教が説く4種の基本的な真理。苦諦、集諦、滅諦、道諦のこと。四真諦や苦集滅道。
- 苦諦（くたい） - 迷いのこの世は一切が苦（ドゥッカ）であるという真実[4][5][7]。
- 集諦（じったい） - 苦の原因は煩悩・妄執、求めて飽かない愛執であるという真実[4][5][7]。
- 滅諦（めったい） - 苦の原因の滅という真実[4]。無常の世を超え、執着を断つことが、苦しみを滅した悟りの境地であるということ[4][7]。
- 道諦（どうたい） - 悟りに導く実践という真実[4]。悟りに至るためには八正道によるべきであるということ[4][5][7]。

苦諦と集諦は、迷妄の世界の果と因とを示し、滅諦と道諦は、証悟の世界の果と因とを示す。
四諦は概ね、十二縁起説の表す意味を教義的に組織したものであり、原始仏教の教義の大綱が示されているとされる。原始仏教経典にかなり古くから説かれ、特に初期から中期にかけてのインド仏教において最も重要視され、その代表的教説とされた。
伝統仏教では、四諦は釈迦が最初の説法で説いたとされている（初転法輪）。ただし近現代の仏教研究によれば、四諦は最古層経典には見られず、次の古層経典の段階から「五根」より遅れて「八正道(八聖道)」とともに説かれるようになったことが判明している（仏教#釈迦の修行法）。

## 四つの真理
Maggānaṭṭhaṅgiko seṭṭho, saccānaṃ caturo padā;

Virāgo seṭṭho dhammānaṃ, dvipadānañca cakkhumā.
あらゆる道の中で八正道が最も優れている。

あらゆる諦（サティヤ）の中で四諦が最も優れている。

あらゆる状態の中で離欲が最も優れている。

あらゆる両足で立つ者の中で具眼者（仏陀）が最も優れている。

### 苦諦
苦諦（くたい、梵: duḥkha satya, ドゥッカ・サティヤ、巴: dukkha sacca, ドゥッカ・サッチャ）とは、迷いの生存が苦であるという真理。苦しみの真理。人生が苦であるということは、仏陀の人生観の根本であると同時に、これこそ人間の生存自身のもつ必然的姿とされる。このような人間苦を示すために、仏教では四苦八苦を説く。
四苦とは、根本的な四つの思うがままにならないこと、出生・老・病・死である。これらに、下の四つの苦を加えて八苦という。
- 愛別離苦（あいべつりく） - 愛する対象と別れること
- 怨憎会苦（おんぞうえく） - 憎む対象に出会うこと
- 求不得苦（ぐふとっく） - 求めても得られないこと
- 五蘊盛苦（ごうんじょうく） - 五蘊（身体・感覚・概念・決心・記憶）に執着すること

非常に大きな苦しみ、苦闘するさまを表す慣用句の四苦八苦はここから来ている。

### 集諦
集諦（じったい、じゅうたい、梵: samudaya satya, サムダヤ・サティヤ、巴: samudaya sacca, サムダヤ・サッチャまたは苦集諦（くじゅうたい）とは、欲望の尽きないことが苦を生起させているという真理、つまり「苦には原因がある」という真理。苦しみの生起の真理。
集諦とは「苦の源」、苦が表れる素となる煩悩をいうので、苦集諦ともいわれる。集（じゅう（じふ））とは、招き集める意味で、苦を招き集めるものは煩悩であるとされる。
集諦の原語は samudaya（サムダヤ）であり、一般的には「生起する」「昇る」という意味であり、次いで「集める」「積み重ねる」などを意味し、さらに「結合する」などを意味する。したがって、集の意味は「起源」「原因」「招集」いずれとも解釈できる。
苦集諦とは "duḥkha samudaya-satya" とあるので、「苦の原因である煩悩」「苦を招き集める煩悩」を内容としている。具体的には貪欲や瞋恚（しんに）、愚痴などの心のけがれをいい、その根本である渇愛（かつあい, トリシュナー）をいう。これらは、欲望を求めてやまない衝動的感情をいう。
仏教において苦の原因の構造を示して表しているのは、十二縁起である。十二縁起とは、苦の12の原因とその縁を示している。苦は12の原因のシステムであって、12個集まってそれ全体が苦なのである。だから、無明も渇愛も、苦の根本原因であり、苦集諦である。

### 滅諦
滅諦（めったい、梵: nirodha satya, ニローダ・サティヤ、巴: nirodha sacca, ニローダ・サッチャ、苦滅諦, くめつたい）とは、欲望のなくなった状態が苦滅の理想の境地であるという真理。苦しみの消滅の真理。修行者の理想のあり方。なお、ニローダはせき止める、制止する、の意味。

### 道諦
道諦（どうたい、梵: mārga satya, マールガ・サティヤ、巴: magga sacca, マッガ・サッチャ、苦滅道諦, くめつどうたい）とは、苦滅にいたるためには、七科三十七道品といわれる修行の中の一つの課程である八正道によらなければならないという真理。苦しみの消滅に至る道の真理。これが仏道、すなわち仏陀の体得した解脱への道である。

## 宗派ごとの扱い

### 大乗仏教
顕揚聖教論巻七では、四諦の内容を分類して八諦とする。また、小乗の四諦観は不完全であるとするのに対して大乗の四諦観は完全であるとする。小乗の四諦観を有作の四諦と貶称し、大乗の四諦観を無作の四諦と称する。この両方を合わせて八諦ともいう。
法相宗では、滅諦に三滅諦を、道諦に三道諦を立てる。天台宗では四種の四諦（生滅の四諦、無生の四諦、無量の四諦、無作の四諦）を立て、これらを蔵・通・別・円の四教に配当する。

## 仏典における扱い

### パーリ仏典
パーリ仏典では釈迦は初転法輪において、四諦それぞれを以下の三転から説き（三転十二行相, dvādasākāraṃ yathābhūtaṃ）、如実知見を得たので、神々と人間を含む衆生の中で「最上の正しい目覚め」に到達したと宣言するに至ったとする。
- 示（Saccañāṅa; これこそ苦であるなどと四諦をそれぞれ示すこと）
- 勧（Kiccañāṅa; 苦は知るべきものであるなどと四諦の修行を勧めること）
- 証（Katañāṅa; 私はすでに苦を知ったなどと四諦を証したことを明らかにすること）

Yato ca kho me bhikkhave, imesu catusu ariyasaccesu evaṃ tiparivaṭṭaṃ dvādasākāraṃ yathābhūtaṃ ñāṇadassanaṃ suvisuddhaṃ ahosi. Athāhaṃ bhikkhave, sadevake loke samārake sabuhmake sassamaṇabrāhmaṇiyā pajāya sadevamanussāya anuttaraṃ sammāsambodhiṃ abhisambudadho paccaññāsiṃ 
比丘たちよ、私はこれら四諦の三段階（tiparivaṭṭaṃ）十二側面（dvādasākāraṃ）の、如実な知見（ñāṇadassanaṃ）を得て清浄となったので、それゆえ私は、天部、悪魔、沙門婆羅門の人々、天人らが達したことがない、無上正等覚（sammāsambodhiṃ）に至ったと宣言したのである。
—パーリ仏典, 律蔵大品犍度 1.大犍度, Sri Lanka Tripitaka Project 
- 三転十二行相: 真理を理解する、真理に対するアクションを示す、そのアクションを実践する[9]。
  - 苦諦 : 生は苦であると真理を知る。苦の真理は理解可能である。苦の真理を理解する。
  - 集諦 : 苦の原因は渇愛だと知る。渇愛は滅すべきと知る。渇愛を滅することを目指す。
  - 滅諦 : 苦を滅した境地が涅槃だと知る。涅槃を達成すべきと知る。涅槃の達成に努める。
  - 道諦 : 涅槃への道は八正道だと知る。八正道を実践すべきと知る。八正道の完成を目指す。

パーリ語経典長部の『沙門果経』では、四諦は、沙門（出家修行者、比丘・比丘尼）が、戒律（具足戒・波羅提木叉）順守によって清浄な生活を営みながら、止観（瞑想）修行に精進し続けることで得られる六神通の最終段階「漏尽通」に至って、はじめてありのままに知ることができると述べられている。
仏教学者の三枝充悳は、スッタニパータをはじめとする詩句を表現するパーリ語には異同が見られるとし、調査によって、①苦集滅道のみで四諦の語がない→②苦集滅道も四諦の語もある→③四諦の語のみあり、の順に発展して、四諦の語が広く知られてからは、とくに苦集滅道を説く必要性が消えたと推測している。

### 大般涅槃経
大乗の『大般涅槃経』の四諦品（したいぼん）では、通常の四諦に新しい大乗的な解釈を加えた、涅槃の教理的な四聖諦を説いている。
苦聖諦
この世の苦を明らかに徹見し、如来常住の真理を会得すること。また常住の法身を信じないことが生死の苦の根源であると知ること。
集聖諦
苦の根源は煩悩妄執であることを徹見し、それに対して如来の深法は常住にして不変易であり、窮まりないと證知すること。また非法を先とし正法を断滅することが生死の苦悩を受け集める原因であると知ること。
滅聖諦
苦の原因である一切の煩悩を除き、苦を滅することが悟りの境地であるが、如来の秘密蔵（ひみつぞう）を正しく知り修智（しゅち）すれば、煩悩があっても除くことができる。また、衆生の一人一人が自己に内蔵する如来蔵（にょらいぞう）（仏性）を信ずる一念が苦を滅するということ。
道聖諦
仏道修行を通して一体三宝（仏法僧は差別なく一体である）と解脱涅槃の常住不変易を知り、修習すること。また如来が常住不変易であるから、三宝の一体、解脱は涅槃経の2つも常住不変易であると知ること。